# Freshii
Freshii est une franchise canadienne de restauration rapide décontractée qui sert des burritos, des wraps, des soupes, des salades et des yaourts glacés. Elle a été fondée en 2005 par le PDG Matthew Corrin, et s'est depuis étendue à plus de 100 établissements dans des pays tels que le Canada, les États-Unis, la Colombie, le Pérou, la Suède, l'Autriche, la Suisse, l'Irlande et les Émirats arabes unis, avec des franchises en cours de développement en Allemagne, au Guatemala et en Arabie saoudite. En janvier 2018, Freshii compte 370 établissements en Amérique du Nord, en Amérique du Sud et en Europe. À la fin de 2019, l'entreprise s'attendait à avoir 760 établissements dans le monde. En novembre 2018, ce nombre a été considérablement réduit.

## Histoire
Freshii a été fondé par Matthew Corrin à Toronto, en 2005. À l'époque, Matthew Corrin travaillait sous la direction du créateur de mode Oscar de la Renta lorsqu'il a été inspiré par les delis new-yorkais qui proposaient des aliments frais. À l'origine, le magasin s'appelait Lettuce Eatery, a ouvert devant de grandes files d'attente et s'est retrouvé à court de nourriture le premier jour avant la fin du déjeuner. En 2016, l'entreprise a ouvert en moyenne 3,5 nouveaux magasins par semaine et a atteint un total de 220 magasins dans 20 pays. Une expansion rapide a également été observée en Amérique latine, la Colombie servant de base d'opérations. 
Depuis 2015, Freshii espère ouvrir de 13 à 20 restaurants au Chili au cours de la prochaine décennie. Des restaurants ont également été ouverts au Mexique, au Guatemala, au Costa Rica et au Panama. Les établissements d'Amérique latine proposent tous le même menu de base que les points de vente Freshii en Amérique du Nord et en Europe, mais ajoutent également plusieurs ingrédients locaux ou nationaux. Depuis 2017, ils prévoient également de s'étendre sur le marché britannique, car le PDG et fondateur de Freshii, Matthew Corrin, a déclaré dans un communiqué que le Royaume-Uni est mal desservi en matière d'offres de restauration rapide saine et que l'entreprise pense qu'il existe une formidable opportunité de développer la marque dans la région.
En 2016, la chaîne a introduit des boîtes à repas dans la plupart de ses établissements, qui comprennent un petit-déjeuner, un déjeuner, un dîner et deux collations,. Les boîtes sont disponibles dans des plans allant de 1 à 30 jours et mettent l'accent sur une alimentation saine. En février 2019, Freshii annonce son intention de commencer à vendre ses repas préemballés à l'intérieur des magasins Walmart Canada.
L'activité commerciale de Freshii est supervisée par un conseil d'administration de sept membres qui est présidé par Matthew Corrin. Les membres du conseil comprennent Adam Corrin (directeur de l'exploitation), ainsi que Michele Romanow, Marc Kielburger, Jeffrey John Burchell, Heather Briant, Neil Pasricha, William Schultz et Paul Hughes,.

## Philanthropie
Freshii soutient activement de nombreuses organisations locales dans les pays où il est implanté. À l'échelle mondiale, Freshii soutient activement l'association WE Charity et des repas sont donnés à des enfants dans le besoin lorsque certains repas sont achetés par les clients. 